# 邦納斯費里
邦納斯費里（英語：Bonners Ferry）是一個位於美國愛達荷州邦德里縣的城市。根據2020年美國人口普查，該地人口為2520人，而該地的面積約為6.50平方千米。同時該地也是邦德里縣的縣治。

## 地理
邦納斯費里的座標為48°41′32″N 116°19′03″W / 48.69222°N 116.31750°W，而該地的平均海拔高度為578米（即1896英尺）。